# シニシャ・マレセビッチ
シニシャ・マレセビッチ（Siniša Malešević、Sinisa Malesevic, MRIA、MAE（1969年4月5日、ボスニア・ヘルツェゴビナのバニャ・ルカ生まれ）は、アイルランドのダブリンにあるユニバーシティ・カレッジの准教授/社会学部長であるアイルランドの学者。彼はまた、フランス国立工芸院（CNAM）のシニアフェロー兼アソシエイトリサーチャーでもあります。

## 教育
- 1988年米国ノースカロライナ州ニューバーン高校
- 1993年クロアチア、ザグレブ大学（社会学の学士号）
- 1995年英国ランカスター大学およびチェコ共和国プラハCEU（社会学および政治学の修士号）
- 1996年中央ヨーロッパ大学、プラハ、チェコ共和国（ナショナリズム研究の卒業証書）
- 1999年アイルランド、コークのユニバーシティカレッジ（社会学の博士号）

## 業績
マレセビッチの研究対象には、民族学、国民国家、ナショナリズム、帝国、イデオロギー、戦争、暴力、社会学理論の比較歴史的および理論的研究が含まれます。彼は、影響力のあるモノグラフIdeology、Legitimacy and the New State（2002）、The Sociology of Ethnicity（2004）、Identity as Ideology（2006）The Sociology of War and Violence（2010）、国民国家とナショナリズム（2013）、組織化された残虐行為の台頭（2017）、および根拠のあるナショナリズム（2019）。 Rise of Organized Brutalityは、アメリカ社会学会の平和、戦争、社会紛争セクションから2018年の傑出した本賞を受賞し、「Grounded Nationalisms」は、2020年のStein Rokkan Prize for Comparison Socialで2位になりました（佳作）。マレセビッチはまた、100以上の査読付きジャーナル記事と本の章を執筆し、世界中で120以上の招待講演を行っています。彼の作品は、アルバニア語、アラビア語、中国語、クロアチア語、フランス語、インドネシア語、日本語、ペルシア語、ポルトガル語、セルビア語、スペイン語、トルコ語、ロシア語など、さまざまな言語に翻訳されています。以前は、国際関係研究所（ザグレブ）、ナショナリズム研究センター、CEU（プラハ）（故アーネスト・ゲルナーと協力）、およびアイルランド国立大学ゴールウェイ校で研究と教育の任命を行っていました。彼はまた、ブリュッセル自由大学（紛争と平和研究のエリック・レマクル議長）、ウィーンの人間科学研究所、ロンドン・スクール・オブ・エコノミクス、ウプサラ大学、オランダ人文科学高等研究所で客員教授とフェローシップを開催しました。と社会科学、アムステルダム。 2010年3月に彼はロイヤルアイリッシュアカデミーのメンバーに選出され、2012年12月に彼はボスニアとヘルツェゴビナの科学芸術アカデミーの関連メンバーに選出され、2014年8月に彼はアカデミアヨーロッパのメンバーに選出されました。2017年 Declaration on the Common Language にクロアチ人、セルビア、ボシュニャクとモンテネグロで署名。

## おもな出版物
- （2002）。ポスト構造主義後のイデオロギー。ロンドン：プルート（I.マッケンジーと共同編集）。